# Psalm 89
Der 89. Psalm ist ein Psalm Etans, des Esrachiters und ist der letzte Psalm des dritten Psalmbuches.

## Gliederung
Der Psalm lässt sich in folgende Abschnitte gliedern:
- Vers 2–5: Etan beschreibt Gottes Bund mit Israel (Ps 89,2–5 SLT)

Sela
- Vers 6–15: Dann rühmt er Gottes Macht, Gerechtigkeit und Gnade (Ps 89,6–15 SLT)
- Vers 16–19: Er lobt Gott mit Bezug auf das Volk, dessen Herrlichkeit und Stärke dieser ist (Ps 89,16–19 SLT)
- Vers 20–38: Etan beschreibt den Bund, den Gott mit David geschlossen hat (Ps 89,20–38 SLT)

Sela
- Vers 39–46: Er spricht über den Widerspruch der Gegenwart mit den Bundeszusagen in den Versen 20–38 (Ps 89,39–46 SLT)

Sela
- Vers 47–49: Etan fragt, wie lange dieser Zustand andauern soll, und beschreibt die Kürze des Lebens (Ps 89,47–49 SLT)

Sela
- Vers 49–52: Er bittet Gott, seine Gnadenbeweise neu über sein Volk auszubreiten (Ps 89,49–52 SLT)
- Vers 53: Das Ganze schließt mit einer Lobpreisung und zwiefachem Amen (Ps 89,53 SLT)

Die Verse 39–52 können auch als ein Abschnitt gesehen werden.

## Vertonungen
- Inveni David (Bruckner, 1868), v. 20–21.
- Psalm Nr. 89 für gemischten Chor von Kuldar Sink, 1993.